# Psychidea
Psychidea é um gênero de mariposa pertencente à família Acrolophidae.